# Stannington (Northumberland)
Stannington – wieś w Anglii, w hrabstwie Northumberland. Leży 16 km na północ od miasta Newcastle upon Tyne i 413 km na północ od Londynu. W 2001 miejscowość liczyła 1219 mieszkańców.